# Copa del Mundo de Esquí Alpino de 2013-14
La  Copa del Mundo de Esquí Alpino de 2013-14 se celebró del 26 de octubre de 2013 al 16 de marzo de 2014 bajo la organización de la Federación Internacional de Esquí (FIS). La final se celebró en la localidad de Lenzerheide (Suiza).

## Tabla de honor
| Categoría       | Masculino                    | Nación                 | Femenino             | Nación         |
| --------------- | ---------------------------- | ---------------------- | -------------------- | -------------- |
| General         | Marcel Hirscher              | Austria                | Anna Fenninger       | Austria        |
| Descenso        | Aksel Lund Svindal           | Noruega                | Maria Höfl-Riesch    | Alemania       |
| Eslalon         | Marcel Hirscher              | Austria                | Mikaela Shiffrin     | Estados Unidos |
| Eslalon Gigante | Ted Ligety                   | Estados Unidos         | Anna Fenninger       | Austria        |
| Super Gigante   | Aksel Lund Svindal           | Noruega                | Lara Gut             | Suiza          |
| Combinada       | Ted Ligety Alexis Pinturault | Estados Unidos Francia | Marie-Michele Gagnon | Canadá         |

- Al comienzo de la temporada 2012-13, la FIS anunció que en la disciplina de Combinada no sería oficial (como hasta antes de 2007, aunque siguen configurándose las clasificaciones), aunque sí seguirían disputándose esas pruebas, y su resultados computarían igualmente para la General de la Copa del Mundo.

## Ganadores por disciplina - masculino

### General
| Puesto | Nombre             | País    | Puntos |
| ------ | ------------------ | ------- | ------ |
| Oro    | Marcel Hirscher    | Austria | 1222   |
| Plata  | Aksel Lund Svindal | Noruega | 1091   |
| Bronce | Alexis Pinturault  | Francia | 1028   |

### Descenso
| Puesto | Nombre             | País    | Puntos |
| ------ | ------------------ | ------- | ------ |
| Oro    | Aksel Lund Svindal | Noruega | 570    |
| Plata  | Hannes Reichelt    | Austria | 360    |
| Bronce | Erik Guay          | Canadá  | 357    |

### Eslalon
| Puesto | Nombre               | País     | Puntos |
| ------ | -------------------- | -------- | ------ |
| Oro    | Marcel Hirscher      | Austria  | 565    |
| Plata  | Felix Neureuther     | Alemania | 550    |
| Bronce | Henrik Kristoffersen | Noruega  | 454    |

### Eslalon Gigante
| Puesto | Nombre            | País           | Puntos |
| ------ | ----------------- | -------------- | ------ |
| Oro    | Ted Ligety        | Estados Unidos | 560    |
| Plata  | Marcel Hirscher   | Austria        | 560    |
| Bronce | Alexis Pinturault | Francia        | 458    |

- Ted Ligety ganó la disciplina al tener mayor número de victorias (ganó 5 pruebas, por las 2 de Hirscher).

### Super Gigante
| Puesto | Nombre             | País    | Puntos |
| ------ | ------------------ | ------- | ------ |
| Oro    | Aksel Lund Svindal | Noruega | 346    |
| Plata  | Kjetil Jansrud     | Noruega | 259    |
| Bronce | Patrick Kueng      | Suiza   | 255    |

### Combinada
| Puesto | Nombre            | País           | Puntos |
| ------ | ----------------- | -------------- | ------ |
| Oro    | Ted Ligety        | Estados Unidos | 180    |
| Oro    | Alexis Pinturault | Francia        | 180    |
| Bronce | Thomas Mermillod  | Francia        | 90     |

## Ganadores por disciplina - femenino

### General
| Puesto | Nombre            | País     | Puntos |
| ------ | ----------------- | -------- | ------ |
| Oro    | Anna Fenninger    | Austria  | 1371   |
| Plata  | Maria Höfl-Riesch | Alemania | 1180   |
| Bronce | Lara Gut          | Suiza    | 1101   |

### Descenso
| Puesto | Nombre            | País      | Puntos |
| ------ | ----------------- | --------- | ------ |
| Oro    | Maria Höfl-Riesch | Alemania  | 504    |
| Plata  | Anna Fenninger    | Austria   | 464    |
| Bronce | Tina Maze         | Eslovenia | 409    |

### Eslalon
| Puesto | Nombre           | País           | Puntos |
| ------ | ---------------- | -------------- | ------ |
| Oro    | Mikaela Shiffrin | Estados Unidos | 638    |
| Plata  | Frida Hansdotter | Suecia         | 488    |
| Bronce | Marlies Schild   | Austria        | 385    |

### Eslalon Gigante
| Puesto | Nombre                  | País    | Puntos |
| ------ | ----------------------- | ------- | ------ |
| Oro    | Anna Fenninger          | Austria | 518    |
| Plata  | Jessica Lindell-Vikarby | Suecia  | 492    |
| Bronce | Maria Pietilä-Holmner   | Suecia  | 339    |

### Super Gigante
| Puesto | Nombre         | País          | Puntos |
| ------ | -------------- | ------------- | ------ |
| Oro    | Lara Gut       | Suiza         | 448    |
| Plata  | Anna Fenninger | Austria       | 357    |
| Bronce | Tina Weirather | Liechtenstein | 310    |

### Combinada
| Puesto | Nombre               | País     | Puntos |
| ------ | -------------------- | -------- | ------ |
| Oro    | Marie-Michele Gagnon | Canadá   | 100    |
| Plata  | Michaela Kirchgasser | Austria  | 80     |
| Bronce | Maria Höfl-Riesch    | Alemania | 60     |

## Calendario

### Masculino
| Día      | Lugar         | Prueba          | Ganador                           |
| 27.10.13 | Sölden        | Eslalon Gigante | Ted Ligety                        |
| 17.11.13 | Levi          | Eslalon         | Marcel Hirscher                   |
| 30.11.13 | Lake Louise   | Descenso        | Dominik Paris                     |
| 01.12.13 | Lake Louise   | Super Gigante   | Aksel Lund Svindal                |
| 06.12.13 | Beaver Creek  | Descenso        | Aksel Lund Svindal                |
| 07.12.13 | Beaver Creek  | Super Gigante   | Patrick Kueng                     |
| 08.12.13 | Beaver Creek  | Eslalon Gigante | Ted Ligety                        |
| 14.12.13 | Val d'Isere   | Eslalon Gigante | Marcel Hirscher                   |
| 15.12.13 | Val d'Isere   | Eslalon         | Mario Matt                        |
| 20.12.13 | Val Gardena   | Super Gigante   | Aksel Lund Svindal                |
| 21.12.13 | Val Gardena   | Descenso        | Erik Guay                         |
| 22.12.13 | Alta Badia    | Eslalon Gigante | Marcel Hirscher                   |
| 29.12.13 | Bormio        | Descenso        | Aksel Lund Svindal                |
| 06.01.14 | Bormio        | Eslalon         | Felix Neureuther                  |
| 11.01.14 | Adelboden     | Eslalon Gigante | Felix Neureuther                  |
| 12.01.14 | Adelboden     | Eslalon         | Marcel Hirscher                   |
| 17.01.14 | Wengen        | Combinada       | Ted Ligety                        |
| 18.01.14 | Wengen        | Descenso        | Patrick Kueng                     |
| 19.01.14 | Wengen        | Eslalon         | Alexis Pinturault                 |
| 24.01.14 | Kitzbühel     | Eslalon         | Felix Neureuther                  |
| 25.01.14 | Kitzbühel     | Descenso        | Hannes Reichelt                   |
| 26.01.14 | Kitzbühel     | Super Gigante   | Didier Défago                     |
| 26.01.14 | Kitzbühel     | Combinada       | Alexis Pinturault                 |
| 28.01.14 | Schladming    | Eslalon         | Henrik Kristoffersen              |
| 02.02.14 | St. Moritz    | Eslalon Gigante | Ted Ligety                        |
| 28.02.14 | Kvitfjell     | Descenso        | Kjetil Jansrud Georg Streitberger |
| 01.03.14 | Kvitfjell     | Descenso        | Erik Guay                         |
| 02.03.14 | Kvitfjell     | Super Gigante   | Kjetil Jansrud                    |
| 08.03.14 | Kranjska Gora | Eslalon Gigante | Ted Ligety                        |
| 09.03.14 | Kranjska Gora | Eslalon         | Felix Neureuther                  |
| 12.03.14 | Lenzerheide   | Descenso        | Matthias Mayer                    |
| 13.03.14 | Lenzerheide   | Super Gigante   | Alexis Pinturault                 |
| 15.03.14 | Lenzerheide   | Eslalon Gigante | Ted Ligety                        |
| 16.03.14 | Lenzerheide   | Eslalon         | Marcel Hirscher                   |

### Femenino
| Día      | Lugar             | Prueba          | Ganadora                      |
| 26.10.13 | Sölden            | Eslalon Gigante | Lara Gut                      |
| 16.11.13 | Levi              | Eslalon         | Mikaela Shiffrin              |
| 29.11.13 | Beaver Creek      | Descenso        | Lara Gut                      |
| 30.11.13 | Beaver Creek      | Super Gigante   | Lara Gut                      |
| 31.11.13 | Beaver Creek      | Eslalon Gigante | Jessica Lindell-Vikarby       |
| 06.12.13 | Lake Louise       | Descenso        | Maria Höfl-Riesch             |
| 07.12.13 | Lake Louise       | Descenso        | Maria Höfl-Riesch             |
| 08.12.13 | Lake Louise       | Super Gigante   | Lara Gut                      |
| 14.12.13 | St. Moritz        | Super Gigante   | Tina Weirather                |
| 15.12.13 | St. Moritz        | Eslalon Gigante | Tessa Worley                  |
| 17.12.13 | Courchevel        | Eslalon         | Marlies Schild                |
| 21.12.13 | Val d'Isere       | Descenso        | Marianne Kaufmann-Abderhalden |
| 22.12.13 | Val d'Isere       | Eslalon Gigante | Tina Weirather                |
| 28.12.13 | Lienz             | Eslalon Gigante | Anna Fenninger                |
| 29.12.13 | Lienz             | Eslalon         | Marlies Schild                |
| 05.01.14 | Bormio            | Eslalon         | Mikaela Shiffrin              |
| 11.01.14 | Zauchensee        | Descenso        | Elisabeth Goergl              |
| 12.01.14 | Zauchensee        | Combinada       | Marie-Michele Gagnon          |
| 14.01.14 | Flachau           | Eslalon         | Mikaela Shiffrin              |
| 23.01.14 | Cortina d'Ampezzo | Super Gigante   | Elisabeth Goergl              |
| 24.01.14 | Cortina d'Ampezzo | Descenso        | Maria Höfl-Riesch             |
| 25.01.14 | Cortina d'Ampezzo | Descenso        | Tina Maze                     |
| 26.01.14 | Cortina d'Ampezzo | Super Gigante   | Lara Gut                      |
| 02.02.14 | Kranjska Gora     | Eslalon         | Frida Hansdotter              |
| 02.03.14 | Crans Montana     | Descenso        | Andrea Fischbacher            |
| 06.03.14 | Åre               | Eslalon Gigante | Anna Fenninger                |
| 07.03.14 | Åre               | Eslalon Gigante | Anna Fenninger                |
| 08.03.14 | Åre               | Eslalon         | Mikaela Shiffrin              |
| 12.03.14 | Lenzerheide       | Descenso        | Lara Gut                      |
| 13.03.14 | Lenzerheide       | Super Gigante   | Lara Gut                      |
| 15.03.14 | Lenzerheide       | Eslalon         | Mikaela Shiffrin              |
| 16.03.14 | Lenzerheide       | Eslalon Gigante | Anna Fenninger                |

- Datos: Q3000746